# Bay Middleton
Capt. William George Middleton, detto Bay (1846 – 9 aprile 1892), era un noto cavallerizzo inglese del XIX secolo. Fu scudiero di John Spencer, V conte Spencer, che fu Lord luogotenente d'Irlanda dal 1869-1874 e dal 1882-1885.

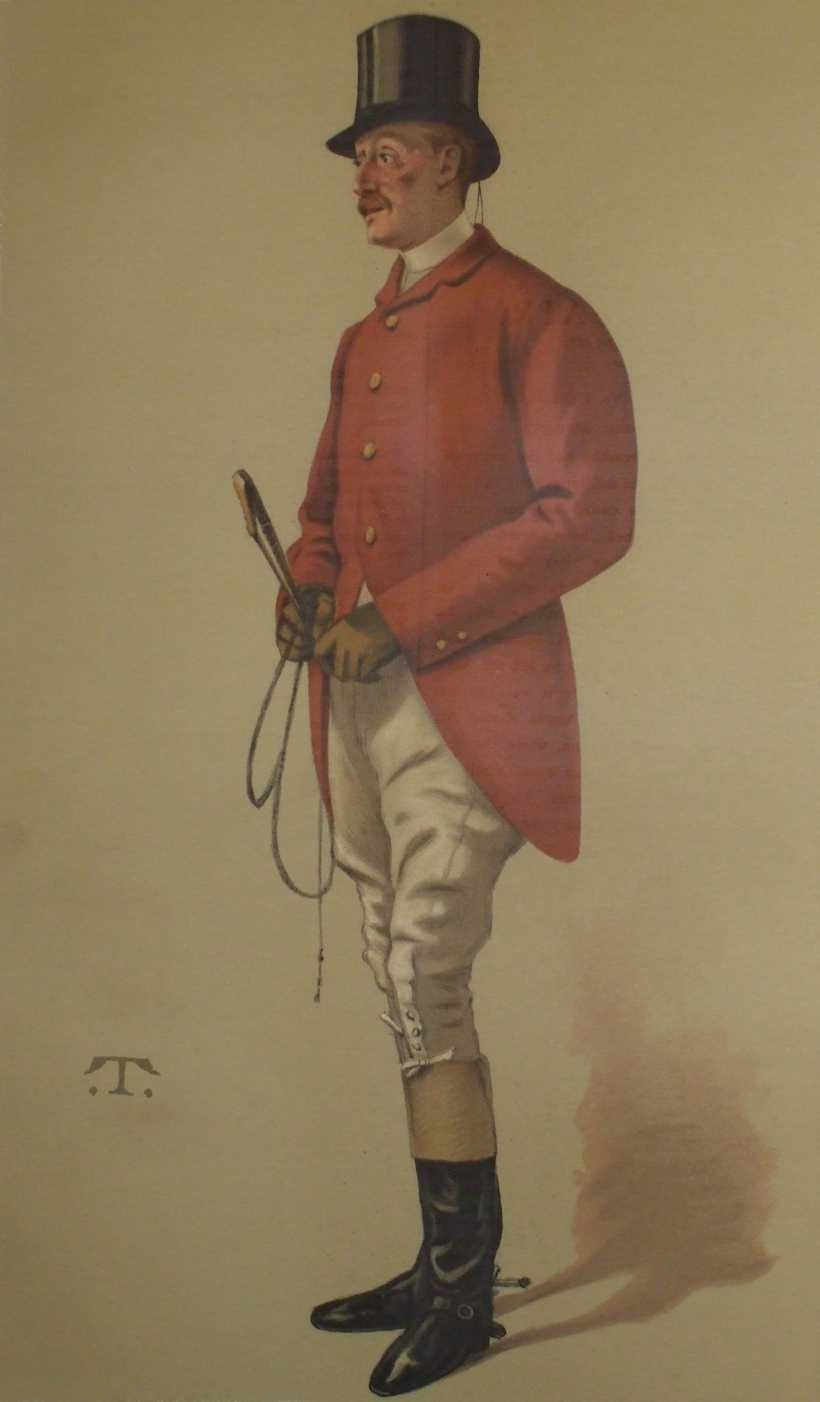
Caricatura di "Bay"
Middleton di Théobald Chartran su Vanity Fair, giugno 1883

Fu educato privatamente a Wimbledon, entrò nei 12th Lancers nel 1865, e fu di base a Cahir nella Contea di Tipperary. Vinse la sua prima gara nel 1867 a Cork Park. Entrò a far parte del personale del Lord luogotenente d'Irlanda come aiutante di campo aggiunto nel 1870, dove fu di base alla Loggia Vicereale a Dublino, fu promosso a Capitano e lasciò il servizio. Middleton fu uno dei cavallerizzi migliori e più conosciuti del Regno Unito. Quando l'Imperatrice d'Austria cacciava in Irlanda, ne fu la guida. Guidò più volte i vincitori verso i percorsi ippici a ostacoli più duri, incluso il Punchestown Grand National (Irlanda). Oltre a essersi distinto come cavallerizzo, fu anche un buon giocatore di cricket, appartenente al Jockey Cricket Club.
Il soprannome, "Bay", era un riferimento sia ai capelli bruno-rossastro sia al nome del vincitore dell'Epsom Derby nel 1836.

## Vita personale
Nel 1873 iniziò una relazione con una donna sposata e nel 1875 si fidanzò con Charlotte Baird. Quando l'Imperatrice Sissi visitò l'Inghilterra, arrivandovi il 2 agosto 1874, conobbe il Conte John Spencer. Ritornata in Inghilterra nel 1876, fece visita a Lord Spencer a Althorp, e a Bay Middleton fu chiesto di "guidare" l'Imperatrice. Quest'ultima lasciò il Paese nel febbraio 1882 e non tornò mai a cacciare in Inghilterra o in Irlanda.
Il 25 ottobre 1882, alla St. George's, Hanover Square, Middleton sposò Charlotte Baird, figlia di William Baird, Esq. di Eli. Ebbero una figlia, nata intorno al 1886.
Ebbe una relazione di diciotto mesi con Lady (Henrietta) Blanche Ogilvy, mentre era sposata con il Colonnello Henry Hozier. In una lettera a un altro amante (resa pubblica nell'agosto 2002 da sua nipote, Mary Soames), la donna confidò che Bay Middleton era il padre di sua figlia Clementine Hozier, nata il 1º aprile 1885, che sarebbe diventata la moglie di Sir Winston Churchill.
La scrittrice Joan Hardwick aveva ipotizzato che Clementine fosse invece figlia di Algernon Bertram Freeman-Mitford (1837-1916): Lady Soames respinse tali congetture come "fondate su aneddoti e pettegolezzi", che, a differenza della paternità di Middleton, erano privi di documentazione.

## Morte
Il Capitano William George Middleton morì durante lo svolgimento della Midland Sportsman's Cup nella tenuta di Lord Willoughby de Broke a Kineton, ucciso da una caduta da cavallo. Fu sepolto vestito del suo completo da equitazione a Haselbech nel Northamptonshire. La bara fu custodita nella chiesa parrocchiale, coperta con la Union Jack e fiancheggiata dai lancieri del suo reggimento, il 12th Lancers. Una grande adunata di persone in lutto si riunì per partecipare alla cerimonia funebre, officiata dal rettore, Rev. W. Lloyd. Tra le persone in lutto c'erano la vedova e l'unico figlio del defunto, una bambina di sei anni. Parteciparono al funerale il Conte Spencer, Lord e Lady Willoughby de Broke, Sir Saville Crossley, M.P., Mr. Albert Pell, il Capitano Atherton, Mr. C. W. Pernie, il Generale Le Quesne, e anche molti altri che erano ben noti nel campo della caccia.

## Rappresentazione sulla scena
Middleton appare come amante dell'Imperatrice Elisabetta di Baviera nel balletto Mayerling, di Kenneth MacMillan.

## Fonti
- The Times (of London), 15 April 1892, p. 7, col. E.
- John Welcome, The Sporting Empress: The Story of Elizabeth of Austria and Bay Middleton, London: Michael Joseph, 1975.
- Sigrid-Maria Größing: Sisi und ihre Männer. Moldenverlag.